# Tatiana Toro
Tatiana Toro (Bogotá, Colombia, 1964) es una matemática colombo-estadounidense, profesora de la Universidad de Washington. Su investigación se centra en teoría geométrica de la medida, análisis armónico y ecuaciones en derivadas parciales. Toro fue nombrada directora del Mathematical Sciences Research Institute (MSRI) para el periodo 2022-2027.

## Educación
Toro nació en Bogotá, Colombia, representó a Colombia en la Olimpiada Internacional de Matemática de 1981, y obtuvo su título de grado en la Universidad Nacional de Colombia. En 1992, obtuvo su doctorado en la Universidad Stanford bajo la dirección de Leon Simon. Tras puestos breves en el Institute for Advanced Study, en la Universidad de California en Berkeley y en la Universidad de Chicago, se unió a la Universidad de Washington en 1996.

## Carrera y honores
Toro fue ponente invitada en el Congreso Internacional de Matemáticos de 2010. En 2015 se convirtió en una becaria Guggenheim. En 2017, fue elegida fellow de la American Mathematical Society "por sus contribuciones a la teoría geométrica de la medida, a la teoría del potencial y a la teoría de frontera libre".  En la Universidad de Washington, ocupó la Cátedra Robert R. y Elaine F. Phelps entre 2012 y 2016, y desde entonces ocupa la Cátedra Craig McKibben y Sarah Merner. Fue galardonada con el premio Blackwell-Tapia 2020. Fue elegida miembro de la Academia Estadounidense de Artes y Ciencias (AAAS) en 2020.
Toro fue nombrada profesora del canciller del MRSI en 2016-17, y en el 2021 se anunció su elección como directora del instituto para el periodo de 2022-2027.